# Hang Luồn Cái Đé
Hang Luồn Cái Đé là hang luồn ở đảo Cái Đé trong vịnh Bái Tử Long, trên vùng đất xã Quan Lạn huyện Vân Đồn tỉnh Quảng Ninh, Việt Nam..
Hang thuộc dạng karst trong khối núi đá vôi, xuyên qua lòng núi với chiều dài cỡ 300 m, lòng hang chỗ rộng nhất khoảng 50 m. Cửa bên ngoài hang thông với áng Cái Đé, cửa bên trong thông với thung Cái Đé, một hồ nước mặn nằm giữa đảo đá vôi. Áng Cái Đé có chiều dài khoảng 500 m, khi thủy triều lên cao, tạo ra một lạch biển dài, nước trong xanh, hai bên là những khu rừng nguyên sinh rậm rạp .
Để tiếp cận hang xuất phát từ bến tàu Cái Rồng đi phía đông đảo Cái Lim. Việc vào hang phải có người hướng dẫn để tránh khi thủy triều lên cao sẽ bị ngập kẹt trong hang.